# 徳島市観光協会

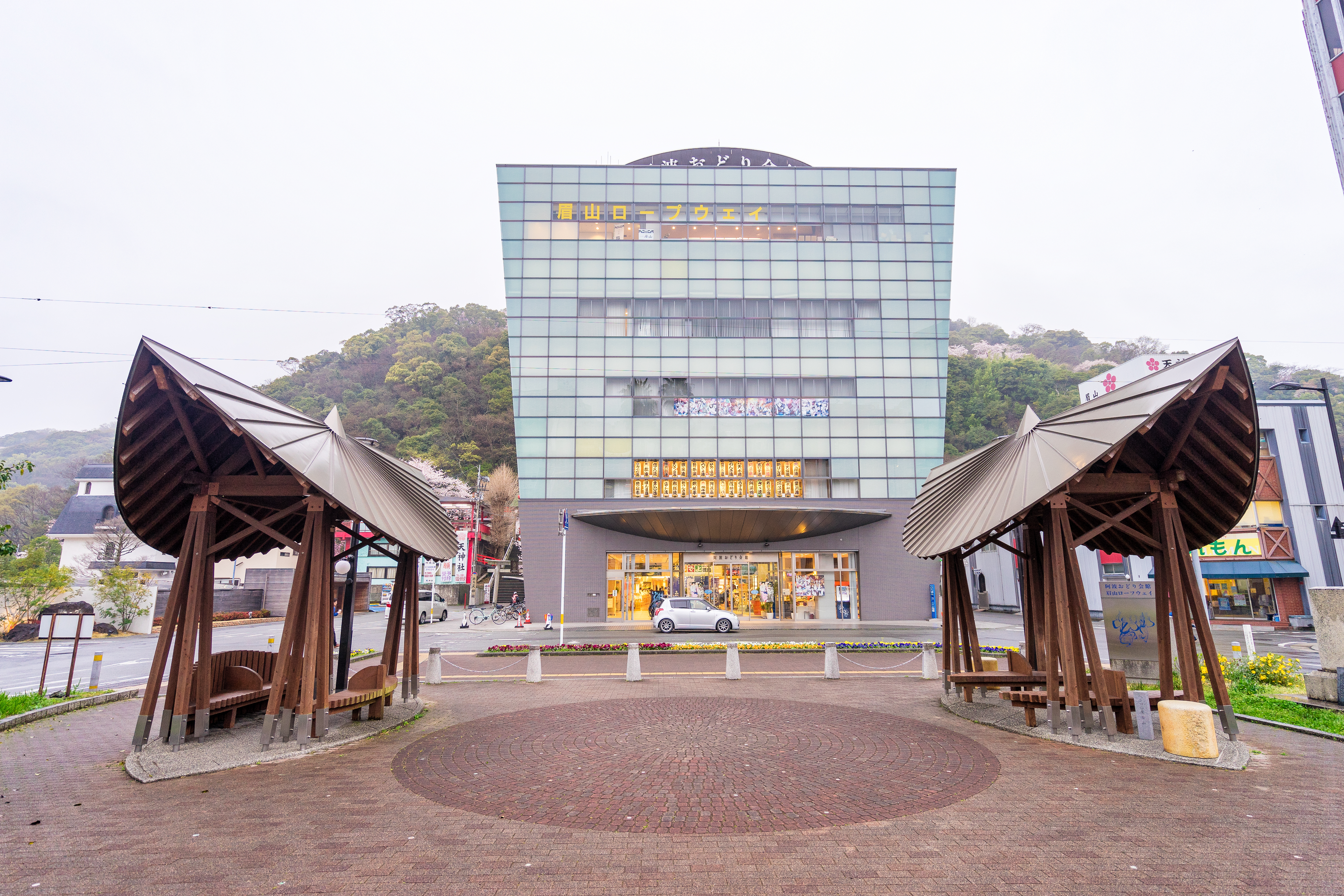
徳島市観光協会が入居していた阿波おどり会館（2017年4月撮影）

徳島市観光協会（こうえきしゃだんほうじんとくしましかんこうきょうかい）は、阿波おどり事業、徳島市の観光振興事業などの公益事業、阿波おどり会館の管理運営、眉山ロープウェイの管理運営などの収益事業などを行っていた公益社団法人。

## 沿革
- 1971年（昭和46年） - 社団法人徳島市観光協会設立
- 2007年（平成19年） - 財団法人徳島市観光開発公社を組織統合
- 2014年（平成26年） - 公益社団法人徳島市観光協会に移行
- 2017年（平成29年）12月 - 徳島市議会において、阿波おどり会館並びに眉山ロープウェイの指定管理者を、2018年4月1日より徳島市観光協会から徳島新聞社を始めとした共同事業体へ変更することを決議[1][2]。
- 2018年（平成30年）
  - 3月1日 - 徳島市が徳島地方裁判所（川畑公美裁判長）に、徳島市観光協会の破産申し立てを行った[3]。阿波踊りの際の累積債務がかさんだうえ経理状況が不透明なため徳島市が金融保証を拒絶。補助金も打ち切ったうえ金融機関に代理返済した債権をもって破産を申し立てた[4][5][6]。
  - 3月29日 - 徳島地方裁判所から破産手続開始決定を受ける。負債総額は約3億8,000万円[7][8]。
  - 3月30日 - 徳島市観光協会が理事会において、破産手続開始決定を不服として高松高等裁判所（石原稚也裁判長）へ即時抗告を行うことを決議[9][10][11]。
  - 3月31日 -徳島市観光協会が阿波おどり会館から退去し、同年4月1日から徳島市大道二丁目の仮事務所へ移転。職員24人の内、15人は徳島新聞社を始めとした共同事業体へ再雇用された[1][2]。
  - 5月23日 - 徳島市観光協会が高松高等裁判所に申し立てていた即時抗告について、高松高等裁判所は徳島地方裁判所が下した破産手続開始決定を支持し、徳島市観光協会による即時抗告を棄却[12]。
  - 5月25日 - 徳島市観光協会が最高裁判所への上告を断念。正式に破産手続開始[13]。
- 2019年（令和元年）10月10日 - 法人格消滅[14]。

## 手がけていた事業
公益目的事業
- 阿波踊り事業
  - 徳島市阿波おどりを徳島新聞社と共催[15]
- 観光振興事業

収益目的事業
- 阿波おどり会館及び眉山ロープウェイ管理運営事業
- 物品販売等事業

## 所在地
- 2018年3月31日限りで阿波おどり会館から退去したため、同年4月1日以降は徳島市内の仮事務所にて業務を行っていた。